# Kunoy (miejscowość)
Kunoy (duń. Kunø, IPA: kuːnɪ) – miejscowość na wyspie Kunoy, wchodzącej w skład archipelagu Wysp Owczych, znajdującego się na Morzu Norweskim, który stanowi terytorium zależne Królestwa Danii. Administracyjnie należy do gminy Kunoyar kommuna (region Norðoyar), która obejmuje całą wyspę. Miejscowość Kunoy jest siedzibą władz tejże gminy.
Nazwa miejscowości jest identyczna z nazwą wyspy i oznacza, po przetłumaczeniu na język polski Wyspa Kobiet. Kontrastuje to z nazwą sąsiedniej wyspy Kalsoy - Wyspa Mężczyzn.

## Geografia

### Położenie
Kunoy leży w centralnej części wyspy o tej samej nazwie, na jej zachodnim wybrzeżu. Nad tą miejscowością górują trzy szczyty - na północy Kúvingafjall (830 m n.p.m.), na północnym wschodzie Middagsfjall (815 m n.p.m.), a na wschodzie Urðafjall (817 m n.p.m.). Pomiędzy Kúvingafjall i Middagsfjall znajduje się przełęcz Skarðsgjógv, gdzie prowadzi droga do opuszczonej miejscowości Skarð, a przed nią dolina Skarðdalur. Drugą okoliczną doliną jest Uppí í Dal na wschodzie. Osadę przecinają też dwie rzeki spływające z gór. Od zachodniej strony rozpościerają się wody cieśniny-fiordu Kalsoyarfjørður. Na południe od miejscowości ciągnie się wybrzeże, wzdłuż którego umiejscowiono drogę dojazdową.

### Klimat
Klimat w Kunoy jest podobny do klimatu w pozostałej części Wysp Owczych. Cały archipelag cechuje klimat umiarkowany chłodny w odmianie morskiej. Sprawia to, że mamy tam do czynienia z dużym natężeniem opadów atmosferycznych, których roczne sumy przekraczają 1000 mm. Prócz tego rejon ten charakteryzują chłodne lata, gdy temperatura nie przekracza zwykle 20 stopni Celsjusza i stosunkowo ciepłe zimy, kiedy silniejszy mróz występuje jedynie w wyższych partiach górskich. Pojawiają się tam też dość silne wiatry.

## Informacje ogólne

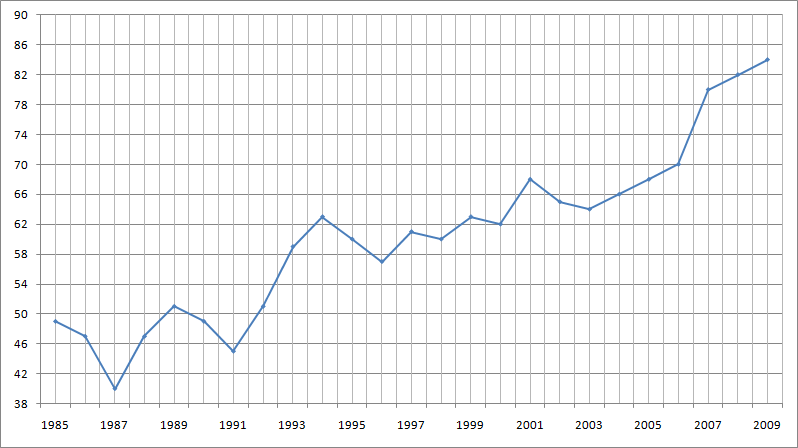
Demografia wsi Kunoy (1985-2009)

### Populacja
Większość ludności w Kunoy to Farerczycy, czyli rdzenni mieszkańcy archipelagu Wysp Owczych - naród skandynawski, liczący ponad 60 000 przedstawicieli. W Kunoy mieszka 84 ludzi i liczba ta z roku na rok się zwiększa. W historii demograficznej miejscowości zauważyć można kilka okresów, w których liczba ludności ulegała wahaniom, jednak od 2004 roku populacja staje się coraz większa. W 2007 roku, pierwszy raz w historii przekroczyła 80 osób. Przyrost liczby ludności maleje z roku na rok, co jest charakterystyczne dla całych Wysp Owczych - ludność z mniejszych miejscowości przenosi się do większych z uwagi na lepszy dostęp do miejsc pracy i wyższy komfort życia.

### Transport
Do Kunoy nie można dostać się inaczej niż tylko za pomocą transportu kołowego. Można to zrobić za pomocą samochodu prywatnego, lub z wykorzystaniem transportu publicznego. Do Kunoy przyjeżdżają autobusy Bygdaleiðir jednej linii - 504, trzy razy dziennie. Linia ta kursuje od Klaksvík, przez Haraldssund do Kunoy. Każdy przyjeżdżający przejechać musi przez ponad 3 kilometrowy tunel Kunoyartunnilin, wybudowany w 1988 roku.

## Historia
Pierwsze wzmianki o Kunoy pochodzą z XIV wieku, kiedy była jedną z dwóch, istniejących tam osad. Przez długi okres o wiosce nie ma większych wzmianek. Pojawia się ona w historii dopiero w roku 1867, kiedy zbudowano tam kościół, jedyny na całej wyspie. Budynek ten istnieje po dziś dzień i jest stale użytkowany, pomimo że rząd Wysp Owczych nadał mu, i cmentarzowi położonemu nieopodal, status zabytku w roku 1992.

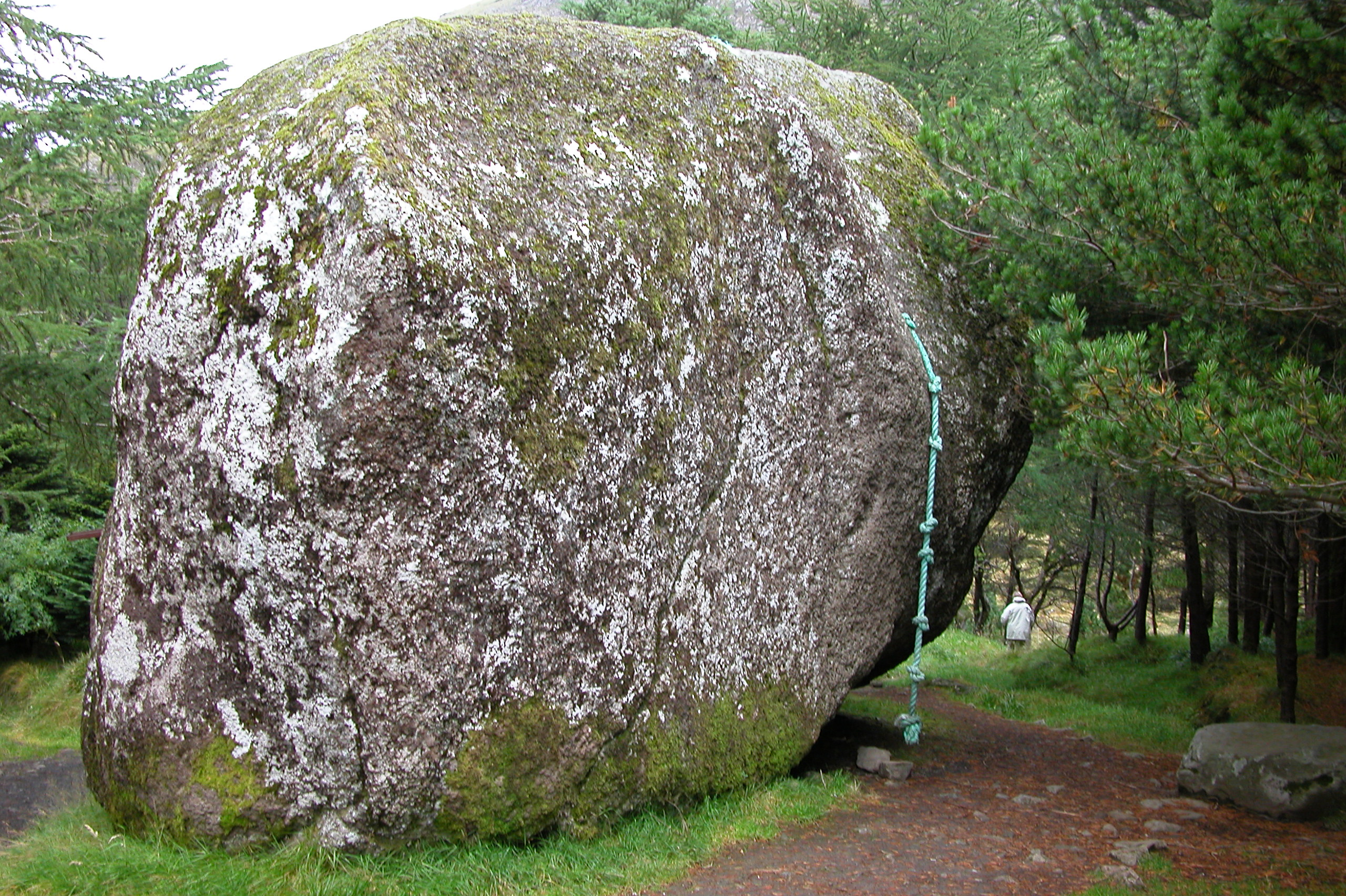
Viðarlundin í Kunoy

W roku 1914 stworzono park o powierzchni 0,78 ha, który nazwano Viðarlundin í Kunoy. Park ten w roku 1949 przeszedł pod opiekę gminy Kunoy. Później powstała tam kawiarnia Kaffistovan í Kunoy. Ten i inne parki są tworzone na Wyspach Owczych, ponieważ archipelag ten pozbawiony jest drzew, na co narzeka lokalna ludność. Obszary te często są wyniszczane przez silne wiatry i sztormy nawiedzające archipelag.
W roku 1988 zbudowano tunel wiodący od Kunoy do Haraldssund, przez co wioska po raz pierwszy uzyskała połączenie drogowe z siecią komunikacyjną na Wyspach Owczych.